# 2025 en arts plastiques
| Années des arts plastiques : 2022 - 2023 - 2024 - 2025 - 2026 - 2027 - 2028    |
| Décennies des arts plastiques : 1990 - 2000 - 2010 - 2020 - 2030 - 2040 - 2050 |

Cette page concerne l'année 2025 en arts plastiques

## Événements
- x

## Œuvres
- x

## Décès
- 21 janvier : Håkon Bleken, peintre et illustrateur norvégien (° 9 janvier 1929),
- 21 mars : Michel Moskovtchenko, peintre, sculpteur, dessinateur et graveur français (° 6 janvier 1935).

## Expositions notables
- 7 juin - 5 octobre : exposition des Très Riches Heures du duc de Berry au Château de Chantilly, seulement la quatrième exposition du manuscrit depuis sa redécouverte en 1857, et la seule qui le présente avec son calendrier délié.